# フューチャーカレッジ〜ラジオの中の学校〜
『フューチャーカレッジ〜ラジオの中の学校〜』（フューチャー・カレッジ・ラジオのなかのがっこう）は2013年7月から2014年4月にエフエム大阪をキーステーションとして、土曜深夜に放送されたトーク番組。
タレントの皆藤愛子がパーソナリティーを務め、明治東洋医学院（明治国際医療大学他運営）がスポンサーを務めた。番組は各界著名人や、明治東洋医学院の各学校の教授らを毎週ゲストに迎え、毎回あるテーマに沿ってのラジオ講義を行うというものだった。